# 햅틱 기술

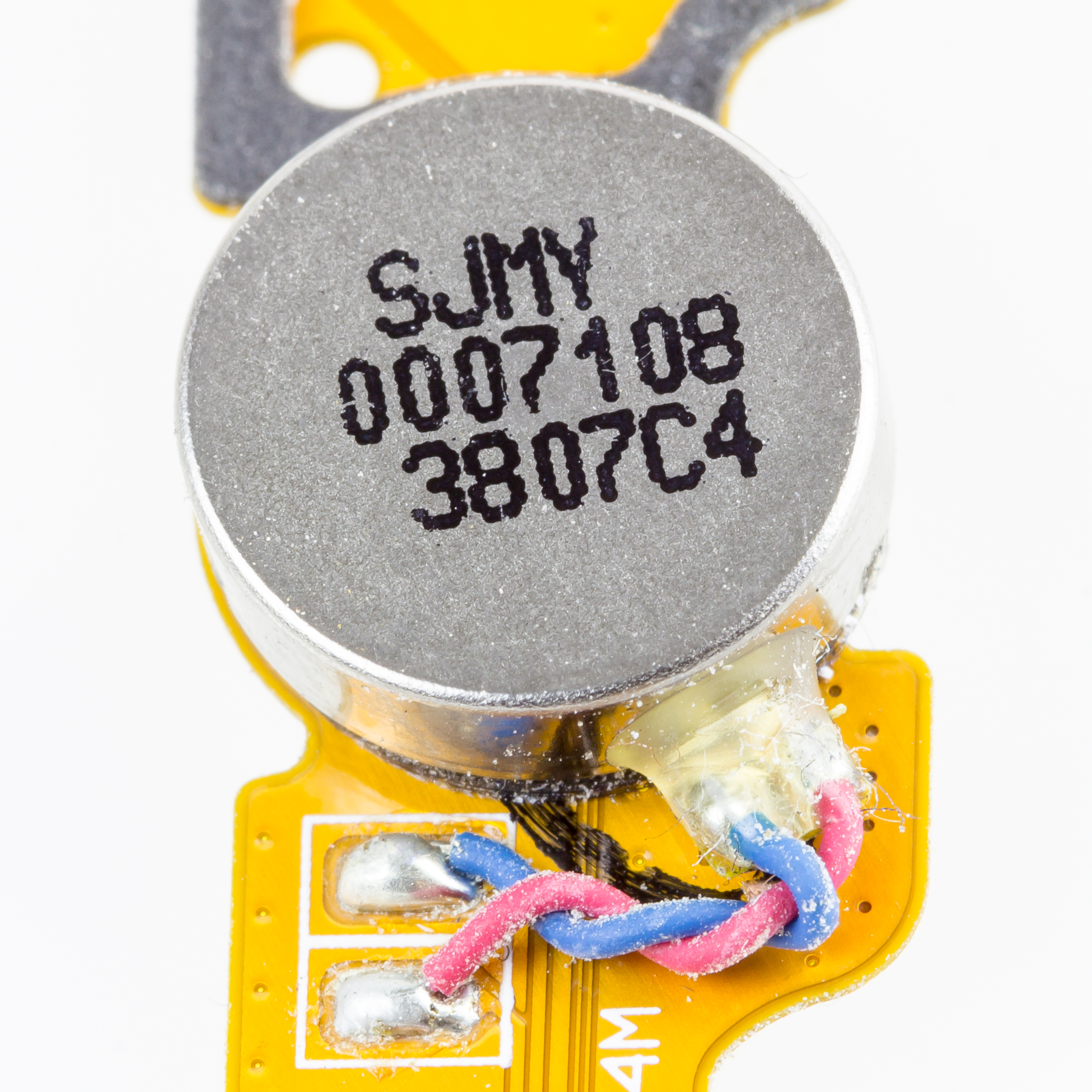
LG 옵티머스 L7 II의 진동 모터.

햅틱 기술(haptic 技術)은 사용자에게 힘, 진동, 모션을 적용함으로써 터치의 느낌을 구현하는 기술이다. 즉, 컴퓨터의 기능 가운데 사용자의 입력 장치인 키보드, 마우스, 조이스틱, 터치스크린에서 힘과 운동감을 촉각을 통해 느끼게 한다. 햅틱 폰과 비디오 게임기 컨트롤러 등에 사용된다.

## 같이 보기
- 촉각
- 햅틱
- 링크 (기구)
- 탄성 영상